# Denys Oliynyk
Denys Oliynyk (en ucraniano: Денис Вікторович Олійник; Zaporiyia, RSS de Ucrania, 16 de junio de 1987) es un futbolista ucraniano. Juega como centrocampista para el F. C. LNZ Cherkasy de la Liga Premier de Ucrania.
También jugó para la selección de fútbol sub-21 de Ucrania y para la selección nacional absoluta del país.

## Carrera de club

### Dynamo Kiev
Oliynyk se unió al Dinamo de Kiev en 2004. Allí participó con frecuencia en Dynamo-3, Dynamo-2 y en el equipo de reserva del equipo principal. Aunque Oliynyk jugó dos partidos para el equipo principal del Dinamo de Kiev en la temporada 2006-07, no fue ascendido oficialmente al equipo principal hasta mayo de 2008 después del fin de la temporada 2007-08 por el nuevo entrenador Yuri Siomin.

### Naftovyk-Ukrnafta Okhtyrka (préstamo)
Durante parte de la temporada 2007-08, Oliynyk fue cedido al entonces club de la Liga Premier de Ucrania Naftovyk-Ukrnafta Okhtyrka. Permaneció allí hasta el final del año calendario 2007.

### Arsenal Kiev (préstamo)
Durante la primera mitad de la temporada 2008-09, Oliynyk fue cedido junto con su compañero de equipo Vitaliy Mandzyuk al Arsenal Kiev en julio de 2008. Su paso por el Arsenal fue muy impresionante, ya que rápidamente se convirtió en uno de los líderes del mediocampo y ataque.

### Metalist Kharkiv
Buscando fortalecer a su equipo para la Copa de la UEFA 2008-09, el entrenador del Metalist Kharkiv Myron Markevych adquirió a Oliynyk durante la temporada de fichajes de invierno. Oliynyk se estableció en la plantilla y jugó en la Copa de la UEFA y en la Liga Premier de Ucrania.

### Dnipro Dnipropetrovsk
En julio de 2011 Oliynyk cambió de club para unirse al Dnipro Dnipropetrovsk.

### Vitesse Arnhem
El 26 de mayo de 2014 Oliynyk firmó un contrato de 2 años con el Vitesse Arnhem de la Eredivisie.

### Darmstadt
El 9 de agosto de 2016 Oliynyk fichó por el Darmstadt 98 de la Bundesliga alemana.